# Солояз
Солояз — деревня в Бугульминском районе Татарстана. Входит в состав Подгорненского сельского поселения.

## География
Находится в юго-восточной части Татарстана на расстоянии приблизительно 11 км на северо-восток по прямой от районного центра города Бугульма.

## История
Основана в начале XIX века, упоминалось также как Дмитриевское и Соловъяз.

## Население
Постоянных жителей было: в 1859 году — 270, в 1889—200, в 1897—260, в 1910—226, в 1920—418, в 1926—341, в 1938—480, в 1949—218, в 1958—181, в 1970—137, в 1979 — 97, в 1989 — 60, в 2002 — 47 (русские 89 %), 55 в 2010.